# Cisticola aridulus
Cisticola aridulus là một loài chim trong họ Cisticolidae.